# سوزان لاندو
سوزان لاندو (بالإنجليزية: Susan Landau) (و. 1954  م) هي رياضياتية، وعَالِمَة حاسوب أمريكية، ولدت في نيويورك، وهي عضوةٌ في رابطة مكائن الحوسبة.

## التعليم
تعلمت في معهد ماساتشوستس للتكنولوجيا، وتحصلت منها على دكتوراة في الفلسفة (حتى 1983)، وجامعة كورنيل، وثانوية البرونكس  للعلوم ‏، وجامعة برنستون.

## جوائز
حصلت على جوائز منها:
- زمالة الجمعية الأمريكية لتقدم العلوم
- زمالة غوغنهايم (2012)
- جائزة مركز أنيتا برج للمرأة والتكنولوجيا [الإنجليزية]‏ (2008)
- زمالة جمعية للآلات البرمجية
- زمالة رابطة مكائن الحوسبة [الإنجليزية]‏ (2011)